# Euaugaptilus hecticus
Euaugaptilus hecticus är en kräftdjursart som först beskrevs av Giesbrecht 1892.  Euaugaptilus hecticus ingår i släktet Euaugaptilus och familjen Augaptilidae. Inga underarter finns listade i Catalogue of Life.